# 아하 (기업)
주식회사 아하(영어: AHA)는 경기도 김포시에 본사를 둔 전자제품 제조업체이다.

## 역사 및 현황
1995년에 멀티스쿨앤넷이라는 개인사업자로 설립되어 1999년 6월 3일에 법인화 되었으며, 2001년 5월 28일에 상호를 아하정보통신으로 변경하였다가 2021년 12월 13일에 아하로 사명을 변경하였다. 2022년 11월 30일에는 코넥스 시장에 상장하였다.